# Campeonato Brasileiro de Clubes Campeões de 1920
O Campeonato Brasileiro de Clubes Campeões de 1920, também conhecido como Torneio dos Campeões, Copa/Torneio dos Campeões Estaduais ou Torneio Nacional de Clubes, foi um dos primeiros campeonatos a nível interestadual no Brasil. Organizado pela Confederação Brasileira de Desportos (CBD) (precursora da atual CBF), em 1920, plena fase amadora, é tido como um dos antecedentes do Campeonato Brasileiro de Futebol.
O jornal O Paiz, edição de 25 de março de 1920, anunciava o início do "grande interestadual promovido pela CBD", que convidou altas autoridades do país, incluindo o presidente do Brasil, Epitácio Pessoa, para acompanhar os jogos. O torneio foi vencido pelo Paulistano, que recebeu uma taça com nome da empresa patrocinadora, a "Taça Elixir de Nogueira", na qual continha a inscrição "Campeão Brasileiro de 1920".
Segundo o setor de memória do Club Athletico Paulistano, foi a primeira competição do futebol brasileiro que envolveu mais de dois estados.

## Participantes
Foram chamados os campeões estaduais de São Paulo, Rio de Janeiro (Distrito Federal) e Rio Grande do Sul:
- Fluminense (Rio de Janeiro-DF), campeão carioca de 1919 (Liga Metropolitana de Desportos Terrestres);
- Paulistano (São Paulo-SP), campeão paulista de 1919 (Associação Paulista de Esportes Atléticos);
- Brasil de Pelotas (Pelotas-RS), campeão gaúcho de 1919 (Federação Riograndense de Desportos).

Sobre as escolhas dos clubes, O Imparcial (1920) afirma que o Brasil de Pelotas teve preferência "pelas necessidades de conhecer a eficiencia dos elementos riograndenses, que jamais haviam se apresentado nesta capital [Rio de Janeiro, então capital nacional]", e precedência "pela circumstancia de ser longínquo o Estado do Rio Grande". Já as escolhas de Paulistano e Fluminense tiveram como fundamento "cimentar a paz" recentemente estabelecida entre as duas entidades. O jornal também afirma que a CBD pretendia convidar o "Americano F.C." (sic), de Minas Gerais, o que não foi possível diante da "precariedade do tempo que não permitiria a realização de mais de tres matches, como fôra muito".

## Antecedentes
A origem da competição relaciona-se com a controvérsia sobre a Taça Ioduran de 1919, em que Fluminense e Paulistano se enfrentariam como campeões estaduais de Rio de Janeiro e São Paulo. Esta acabou não ocorrendo, em razão de desentendimento envolvendo a Associação Paulista de Esportes Atléticos (APEA) e a carioca Liga Metropolitana de Desportos Terrestres (LMTD).
O Paulistano fez críticas ao Botafogo, ao qual o zagueiro Palomone, então Mackenzie, se transferiu logo após o Sul-Americano de 1919. Isto gerou uma crise entre as instituições, conforme explica Fernandez (2016, pp. 240-241) citando Mazzoni (1950): "O clube paulista acusou o clube carioca de aliciar o jogador com ofertas financeiras, a LMDT confirmou a transferência e a APEA rompeu com essa entidade, como a CBD ficou ao lado da LMTD, a APEA também rompeu com a CBD".
A APEA acabaria impedindo o Paulistano de disputar a Taça Ioduran, sob a justificativa de falta de datas, de modo que o Fluminense, não sem o descontentamento paulista, foi declarado campeão por w.o. Já em 1920, o Paulistano aceitou entregar a taça, requisitando, como condição, um novo confronto. Assim, segundo Fernandez (2016, p. 241): "Essa atitude permitiu uma trégua para a realização do primeiro campeonato brasileiro de clubes, a Copa dos Campeões (...)".
Em 1917, o Paulistano também perdeu a Taça Ioduran por w.o, para o America. Em 1918, na única edição realmente jogada, foi campeão sobre o Fluminense, pelo placar de 3 a 2. A Taça Ioduran é contabilizada como Taça dos Campeões Estaduais Rio–São Paulo, a qual já havia sido realizada em 1911 (Taça Salutaris), 1912 (Troféu Interestadual) e 1914, com vitórias de outros três clubes paulistas.
Treze anos antes, em 1907, foi disputada a Taça Brasil, tira-teima de ida-e-volta entre as seleções Carioca e a Paulista, organizada pelas respectivas federações estaduais, que usaram a rubrica "Campeonato Brasileiro" na comunicação entre si. São Paulo venceu.

## História
As despesas da competição foram totalmente pagas pela CBD, que precisava montar uma Seleção Brasileira para o Campeonato Sul-Americano de 1920, em outubro, no Chile, tendo o torneio como uma oportunidade de observar jogadores, e também de levantar fundos, visando a participação do país nos Jogos Olímpicos de Verão de 1920.
Todos os jogos foram disputados no estádio do Fluminense, o Estádio das Laranjeiras, que fora construído para o Sul-Americano de 1919, com o apoio da CBD, sendo o maior do Brasil na época. O juiz Henrique Vignal, da Liga Metropolitana e associado do C. R. Flamengo, considerado um dos melhores juízes do futebol brasileiro, conforme O Paiz (1920), apitou a partida inaugural. Arthur Friedenreich, goleador histórico, fez um hat-trick.
No jogo do título contra o anfitrião Fluminense, 25 mil pessoas fizeram presença, então ocupação máxima do Estádio das Laranjeiras. Houve torcida hostil ao time local, seja por torcedores de rivais cariocas ou pela própria torcida (esta última possibilidade levantada pelo O Paiz), o que chegou a ser apontado como razão da derrota e indicava o fim do cavalheirismo no futebol. Em São Paulo, lia-se o confronto do Rio de Janeiro na Praça Antônio Prado, em frente ao Estadão, que a partir de tabuletas informava os lances importantes. Por telefone, um repórter no estádio descrevia a partida para a redação. A vitória foi tida pela imprensa paulista como representação da superioridade do futebol de São Paulo sobre o futebol da então capital brasileira. O triunfo foi comemorado pelo poeta Mário de  Andrade: "Os cariocas perderam o match / Quatro a um / Urrah, paulistas!". Mário Filho apontou que ter um elenco envelhecido, que vinha de um tricampeonato carioca, foi a causa do insucesso do Fluminense.
Depois de vencer os gaúchos e cariocas, a diretoria do clube paulista voltou para casa festejando os "campeões brasileiros", recebidos com placa, banquete e medalhas.
O Correio da Manhã (1920) discorreu sobre o último jogo da "série de jogos interestaduais" da CBD, ocorrido entre Fluminense e Brasil de Pelotas. Apesar da diferença de quatro gols em favor do dono da casa, o jornal observa que ambas equipes tiveram um desempenho superior ao que apresentaram contra o Paulistano. O periódico, que narrou cada gol e apresentou as estatísticas da peleja, ao final apresenta a tabela com a "colocação dos concorrentes ao título máximo do Campeonato Brasileiro". Antes da partida houve uma preliminar: Serrano 5 x 1 Carioca. O time gaúcho guarda em suas dependências um troféu pela participação no campeonato. O jogo deveria ocorrer em 1/4/1920, uma quinta, mas foi transferido para o sábado, em razão do falecimento, dois dias antes (30 de maio), do senador gaúcho Vitorino Monteiro. A mudança de data foi tomada conjuntamente pelos presidentes da CBD, do Fluminense e do Brasil de Pelotas.
Em 3 jogos foram marcados 23 gols, uma média de 7,6 gols por partida.

### A abrangência e a nota da CBD
Fontes atuais e da época o descrevem como o primeiro torneio nacional do futebol brasileiro, sucedido pelo Campeonato Brasileiro de Seleções Estaduais (1922 a 1987) e pelo Torneio dos Campeões (1937). Este último, organizado pela FBF, também era entre clubes, mas de cunho profissional, tendo sido oficializado como Brasileirão, em 2023, pela CBF. São competições distintas. Em 2022, o Club Athletico Paulistano, que abandonou o setor de futebol em 1929 (ainda como time amador), afirmou não ter interesse pelo mesmo reconhecimento. Em 2023, disse em nota que "o tema está em avaliação pelo clube".
Porém, cabe citar que o aspecto "geográfico" foi motivo de interesse e controvérsia logo após a definição do título e antes mesmo do terceiro jogo.
O jornal carioca O Imparcial, de 1º de abril de 1920, publicou nota da CBD sobre "o campeão do Brasil": 
Citação: "Os jogos interestaduaes que estão se realizando por iniciativa da Confederação Brazileira não constituem de forma alguma o Campeonato do Brazil."
No mesmo texto, após a publicação da nota, o jornal afirma que os "intuitos imediatos" da CDB na promoção destes jogos foram: "apurar as possibilidades da realização, dentro de breve prazo, do campeonato brazileiro cujo projecto se acha em estudos" e "angariar meios para o preparo dos athletas" dos jogos olímpicos de Antuérpia.
Sobre a natureza da competição, o jornal findou a matéria posicionando-se diante da nota da CBD: 
Citação: "Como fomos dos quaes que chamaram o Club Athletico Paulistano de campeão do Brazil devemos uma explicação aos leitores. Embora não havendo ainda a prova offcial, o Paulistano é no momento o campeão de facto (...). Essa é a nossa opinião"
O jornal O Estado de S. Paulo, de 29 de março de 1920, divulgou que o interestadual daquele ano era um campeonato nacional, representado pelas forças máximas da associação, e que, após a vitória sobre o Fluminense, o Paulistano confirmou o seu título de "campeão brasileiro de futebol".
O Correio da Manhã, de 4 de abril de 1920, refere-se ao torneio como "Campeonato Brasileiro".
Em 15 de março de 1946, o jornalista Mário Filho, para O Globo Sportivo, artigo "História do Campeonato Brasileiro - 1", escreve: "Em 20, a Confederação Brasileira organizou um torneio a que deu o título de Campeonato Brasileiro"; "E, havia dois anos, a CBD crismara de 'Campeonato Brasileiro' o certame dos campeões do Rio, São Paulo e Rio Grande".
Segundo reportagem de Mauro Pinheiro (1976), para a Placar, "a CBD organizou o primeiro Campeonato Brasileiro de Clubes Campeões, assim rotulado, mas que acabou sendo um simples triangular (...)". Em 1994, a mesma revista chamou a disputa de "avô do atual campeonato brasileiro". É mais referenciada pela imprensa em geral, porém, como "Copa dos Campeões" ou "Torneio dos Campeões".
Só no primeiro campeonato de seleções envolvendo sete estados, em 1922, que a CBD passou a referir uma competição oficialmente de "Campeonato Brasileiro".

### Saudação palestrina ao campeão
O louro do Paulistano foi saudado pelo conterrâneo paulista, o Palestra Itália, atual Sociedade Esportiva Palmeiras. Eis o telegrama (divulgado em O Imparcial):
Citação: O Palestra Italia envia ao club amigo as mais vivas e sinceras felicitações pelo brilhante triumpho alcançado sobre os valorosos campeões gaúcho e carioca, triumpho que vem reaffirmar a supremacia das cores paulistas. 
Tão Bella e significativa victoria proporcional ao actual 'leader' da cidade incontestavel direito ao título de campeão brasileiro, constituindo a merecida recompensa da disciplina, constancia e outras virtudes que formam o apanagio do glorioso Paulistano. 
Compartilhando do regosijo de S. São Paulo e do jubilo dessa disctinta sociedade, abraçamos os onze destemidos vencedores campeões e seus dirigentes.

## Jogos

### Jogo 1
| 25 de março de 1920 | Paulistano                                                                          | 7 – 3 | Brasil de Pelotas                              | Estádio das Laranjeiras, Rio de Janeiro (RJ) |
|                     | Arthur Friedenreich 04', 17', 29' · Mário Andrade 11', 25' · Carlos Araujo 54', 64' |       | Ignácio 42' · Proença 78' · Alberto Côrrea 82' | Público: ? Árbitro: Henrique Vignal          |

- Paulistano: Arnaldo - Orlando (c), Carlito - Clodoaldo, Mariano, Sergio - Zonzo, Mário Andrade, Arthur Friedenreich, Carlos Araujo, Cassiano. Técnico: Angelo Bernardelli.
- Brasil de Pelotas: Frank - Nunes, Zabaleta - Floriano, Rossell, Waldomiro Victoria “Babá” - Faria, Alberto Côrrea, Proença, Ignácio, Alvariza.

### Jogo 2
| 28 de março de 1920 | Fluminense | 1 – 4 | Paulistano                                                     | Estádio das Laranjeiras, Rio de Janeiro (RJ) |
|                     | Zezé 02'   |       | Arthur Friedenreich 40' · Mário Andrade 50', 89' · Botelho 69' | Público: 25,000 Árbitro: Eduardo Gibson      |

- Fluminense: Marcos Mendonça - Othelo, Chico Netto (c) - Laís, Oswaldo Gomes, Fortes - Mano, Zezé, Harry Welfare, Machado, Bacchi. Técnico: Pode Pedersen.
- Paulistano: Arnaldo - Orlando (c), Carlito -  Sergio, Carlos Araujo, Mariano - Zonzo, Mário Andrade, Friedenreich, Botelho, Cassiano. Técnico: Angelo Bernardelli.

### Jogo 3
| 3 de abril de 1920 | Fluminense                                                | 6 – 2 | Brasil de Pelotas          | Estádio das Laranjeiras, Rio de Janeiro (RJ) |
|                    | Machado 16', 77' · Zezé 43', 53', 75' · Harry Welfare 83' |       | Proença 63' · Alvariza 86' | Público: ? Árbitro: Carlos Santos            |

- Fluminense: Marcos Mendonça - Othelo, Chico Netto - Laís, Honório, Fortes - Mário, Zezé, Harry Welfare, Machado, Bacchi.[17] Técnico: Pode Pedersen.
- Brasil de Pelotas: Frank - Nunes, Zabaleta - Flóriano, Rossell, Victorino - Faria, Alberto Côrrea, Proença, Ignácio, Alvariza.[17]

## Classificação final
| Triangular final | Triangular final  | Triangular final | Triangular final | Triangular final | Triangular final | Triangular final | Triangular final | Triangular final | Triangular final | Triangular final |
| Times            | Times             | Pts              | J                | V                | E                | D                | GP               | GC               | SG               |                  |
| ---------------- | ----------------- | ---------------- | ---------------- | ---------------- | ---------------- | ---------------- | ---------------- | ---------------- | ---------------- | ---------------- |
| 1º               | Paulistano        | 4                | 2                | 2                | 0                | 0                | 11               | 4                | +7               |                  |
| 2º               | Fluminense        | 2                | 2                | 1                | 0                | 1                | 7                | 6                | +1               |                  |
| 3º               | Brasil de Pelotas | 0                | 2                | 0                | 0                | 2                | 5                | 13               | -8               |                  |

## Premiação
| Campeonato Brasileiro de Clubes Campeões |
| São Paulo                                |
| ---------------------------------------- |
| PAULISTANO Campeão (1.º título)          |

## Artilheiros
- Arthur Friedenreich (Paulistano), Mário Andrade (Paulistano) e Zezé (Fluminense): 4 gols
- Carlos Araujo (Paulistano), Machado (Fluminense) e Proença (Brasil de Pelotas): 2 gols